# Henri II de Villars
Henri de Villars († 1354) est un prélat français du XIVe siècle, successivement évêque de Vivier, de Valence, sous le nom d'Henri Ier, puis archevêque de Lyon, sous le nom d'Henri II, nommé Gouverneur du Dauphiné. Il est issu de la famille noble de Thoire, originaire du Bugey.
Il est nommé Henri II afin de ne pas le confondre avec Henri Ier de Villars.

## Biographie

### Origines
La date de naissance d'Henri de Villars n'est pas connue. Il appartient à la famille de Thoire-Villars, originaire de Bresse, dont sont issus plusieurs prélats.
Il est le fils de Humbert [V], seigneur de Thoire et de Villars et de Léonore de Beaujeu. Son frère, Humbert succède à leur père. Son frère, Louis († 1377), est fait évêque de Valence et de Die (1354-1377). Il est neveu de l'archevêque de Lyon, Louis de Villars.
Il est parent du dauphin Humbert II.

### Carrière ecclésiastique
Henri de Villars est reçu chanoine-comte du chapitre de Lyon en 1306, puis sacristain et chambrier de l'Église de Lyon,.
Le pape Jean XXII l'appelle à monter sur le siège épiscopal de Viviers. Selon la tradition, il s'agirait probablement du 19 septembre 1330, les historiens retiennent l'année 1331. Certains vont jusqu'à donner l'année 1333.
En 1332, il organise un synode provincial.

### Gouverneur du Dauphiné
Le 14 mai 1335, il est préposé par le dauphin Humbert II « à la régence et à l'administration de ses états, aux gages de six florins par jour ». Les lettres patentes portant sur cette nomination sont datées du 12 juillet. Cette nomination se place dans un contexte où la France cherche à s'imposer en Dauphiné, et Henri, dont la famille « [est] connue pour son attachement à la France », est perçu comme un agent qui peut servir pour influencé le Dauphin dont il est un parent. Humbert II, décrit comme « faible et versatile », est ainsi amené à le nommer Gouverneur du Dauphiné, ce 12 juillet.
Il conserve cette fonction alors même qu'il monte sur le trône de Valence, puis de Lyon.

### Évêque de Valence, puis archevêque de Lyon
Une bulle pontificale du 24 janvier 1337 lui permet d'échanger avec Aymar de La Voulte le siège de Viviers et celui de Valence et de Die,,. J. Chevalier indique ne pas connaître les raisons de ce transfert, mais il suppose qu'il faut les trouver dans le contexte politiques. Pour lui, « Il est difficile de ne pas voir, dans ce changement, une combinaison de la politique française ». Roche, pour sa part, ne mentionne que le transfert sans autre précision.
Le premier mai 1337, il visite la cité de Die et confirme, comme ses prédécesseurs, les libertés et franchises.
Il est présent, en juillet 1337, lors d'une transaction passée entre l'archevêque métropolitain de Vienne et le dauphin Humbert II.
Les tensions entre l'Église de Valence et les comtes de Valentinois perdurent à propos du Crest. Le dauphin réunit les deux parties et une trêve est signée le 25 avril 1338. L'accord stipule l'arrête des combats pour une durée d'un an.
Henri de Villars est toujours le conseiller du dauphin Humbert II. Ce dernier se méfie de la France, « Sans enfant, peu obéi de ses vassaux, harcelé par ses créanciers, il s'était pris de découragement et avait proposé à Robert, roi de Naples et comte de Provence de lui vendre ses Etats » (J.Chevalier, 1896). Une autre option est envisagée, celle de rejoindre le parti anglais et impérial. L'empereur lui promettant un titre de roi de Vienne, il s'empare de la ville, mais le pape l'excommunie. Il est condamné à revenir à la situation ante bellum et il est obligé à composer avec la France. À la fin de l'année 1339, le dauphin se rend à Paris laissant la régence de ses états à Henri de Villars. Finalement le Dauphiné est promis à la France si le dauphin n'a pas d'héritier. Henri de Villars joue un rôle important dans les négociations.
À propos de sa gestion du Dauphiné, en tant que vicaire delphinal (28 avril 1343) ou administrateur, J. Chevalier (1896) considère que l'on peut retenir « sa sagesse, sa fermeté et son esprit de justice ».
Son rôle dans l'acquisition du Dauphiné par la France lui vaut les remerciements du roi qui lui faire obtenir le siège archiépiscopal de Lyon, vacant depuis l'obtention du cardinalat par Guy de Boulogne. Le pape Clément VI le nomme archevêque, le 7 novembre 1342,,.

## Armoiries
| Blason | Blasonnement : Bandé d'or et de gueules de six pièces, brisé d'une croix de Saint-Maurice au pied fiché d'azur,. |